# Волково (Шекснинский район)
Волково — деревня в Шекснинском районе Вологодской области.
Входит в состав сельского поселения Домшинского, с точки зрения административно-территориального деления — в Домшинский сельсовет.
Расстояние по автодороге до районного центра Шексны — 30 км, до центра муниципального образования Нестерово — 5 км. Ближайшие населённые пункты — Губино, Сельцо, Заречное.
По переписи 2002 года население — 33 человека (14 мужчин, 19 женщин). Преобладающая национальность — русские (97 %).